# Ponte di Quintodecimo
Il Ponte di Quintodecimo è un ponte romano in pietra sul fiume Tronto presso la frazione di Quintodecimo, nel comune di Acquasanta Terme, Italia centrale.
Il ponte è costituito da un arco principale che attraversa il fiume e da due archi minori che collegano la strada al ponte. L'arco principale ha una campata di circa 17 m. La larghezza del ponte è di circa 3,8 m. Il materiale di costruzione originario era il travertino. In epoca romana il ponte faceva parte della via Salaria, che da Roma conduceva alla costa adriatica.